# Walter Cabral
Walter Junior Cabral Bueriberi (Madrid, 25 de septiembre de 1995) es un baloncestista que juega como ala-pívot para los Södertälje Kings de la Basketligan sueca. Nacido en España, es internacional con la selección de Guinea Ecuatorial.

## Trayectoria deportiva

### Inicios
Walter, cuyo padre es de Guinea-Bisáu y su madre de Guinea Ecuatorial, se inició en el baloncesto en Alcorcón, primero en el Santísima Trinidad y después en el Baloncesto Alcorcón. En su último año júnior ingresaba en el Baloncesto Fuenlabrada, donde en 2013, bajo las órdenes de Armando Gómez, debutaba en Liga LEB Plata, acumulando un total de 47 apariciones. En verano de 2015, Cabral finalizaba su estancia en el club del sur de Madrid para enrolarse en el Eurocolegio Casvi.

### Profesional
En 2017, llegó al Real Canoe Natación Club Baloncesto Masculino, para jugar en Liga LEB Plata tras realizar dos grandes temporadas en Liga EBA con Eurocolegio Casvi. En 2017/18 promedió 6.5 puntos y 3.7 rebotes por encuentro.
En marzo de 2018, se incorpora al Montakit Fuenlabrada de la Liga Endesa para reforzar los entrenamientos, si bien en el mes de agosto se convierte en la quinta renovación al nuevo proyecto LEB Oro del Real Canoe en su debut en la categoría. Tras disputar únicamente cinco partidos se incorpora al CB Zamora de LEB Plata, donde termina la temporada 2018/19 con medias de 6.3 puntos y 4.8 rebotes.
En 2019/20 renueva con el CB Zamora, de nuevo en LEB Plata, y mejora sustancialmente su rendimiento hasta los 11.3 puntos y 7.5 rebotes en los 23 encuentros que disputó hasta la cancelación prematura de la temporada debido a la pandemia de COVID-19.
En verano de 2020 firma por el Grupo Alega Cantabria de la Liga LEB Plata, consolidándose como uno de los mejores jugadores de la categoría. Promedió 12.3 puntos y 8.9 rebotes en 32 partidos durante la campaña 2020/21.
El 21 de julio de 2021, firma con el HLA Alicante de Liga LEB Oro.
El 8 de febrero de 2022, regresa al Grupo Alega Cantabria de la Liga LEB Plata, firmando hasta el final de la temporada. El 23 de abril de 2022, el Grupo Alega Cantabria vence sobre el Bueno Arenas Albacete Basket logrando así el ascenso directo a la Liga Española de Baloncesto Oro.
El 8 de julio de 2023, firma por los Södertälje Kings de Basketligan sueca.

## Palmarés
- 2013-14. Fundación Baloncesto Fuenlabrada. Copa LEB Plata. Subcampeón.
- 2013-14. Fundación Baloncesto Fuenlabrada. LEB Plata. Campeón y ascenso.
- 2017-18. Real Canoe Natación Club Baloncesto Masculino. LEB Plata. Ascenso.
- 2021-22. Grupo Alega Cantabria. LEB Plata. Campeón y ascenso